# طحالية
الطُّحَالِيَّة أو سراخس البلوط (الاسم العلمي: Aspleniaceae) هي فصيلة من السراخس تتبع رتبة السرخسيات من طائفة السرخساناوت.

## أجناس
- حشيشة الطحال.